# Leptogaster arenicola
Leptogaster arenicola är en tvåvingeart som beskrevs av James 1937. Leptogaster arenicola ingår i släktet Leptogaster och familjen rovflugor. Inga underarter finns listade i Catalogue of Life.